# Замедан
Замедан (на немски: Samedan) е курортен град и община в Източна Швейцария. Разположен е в долината на река Ин на 10 km на североизток от Санкт Мориц и на около 20 km от границата с Италия. Главен административен център на окръг Малоя. Първите сведения за града като населено място датират от 1139 г. Има жп гара и летище. Населението му е 2897 души по данни от преброяването през 2008 г.

## Личности
Родени
- Арабел Караян (р. 1964), джаз изпълнителка